# Chiquinquirá (ort)
Chiquinquirá är en ort i Colombia.   Den ligger i departementet Boyacá, i den centrala delen av landet, 120 km norr om huvudstaden Bogotá. Chiquinquirá ligger 2 562 meter över havet och antalet invånare är 45 294.
Terrängen runt Chiquinquirá är varierad. Runt Chiquinquirá är det ganska glesbefolkat, med 48 invånare per kvadratkilometer. Chiquinquirá är det största samhället i trakten. Omgivningarna runt Chiquinquirá är en mosaik av jordbruksmark och naturlig växtlighet.